# Casal Santo
Casal Santo é uma aldeia da freguesia de Lourinhã.